# Muralla de Montblanch
La muralla de Montblanch está formada por el conjunto de torres, portales y murallas que rodean el casco histórico de la villa de Montblanch, en la comarca catalana de la Cuenca de Barberá. En 1947 fue declarada junto al casco antiguo de la villa Conjunto Monumental y Artístico.

## Muralla
El recinto tiene una longitud de unos 1.700 metros con una altura media de 6 metros y un espesor de aproximado de 1,20 metros. Por encima del paso de ronda hasta las almenas, el espesor es de medio metro. Antiguamente todo el recinto estaba rodeado por un foso que daba más altura a las construcciones, en la actualidad ha sido rellenado por tierra.

## Torres

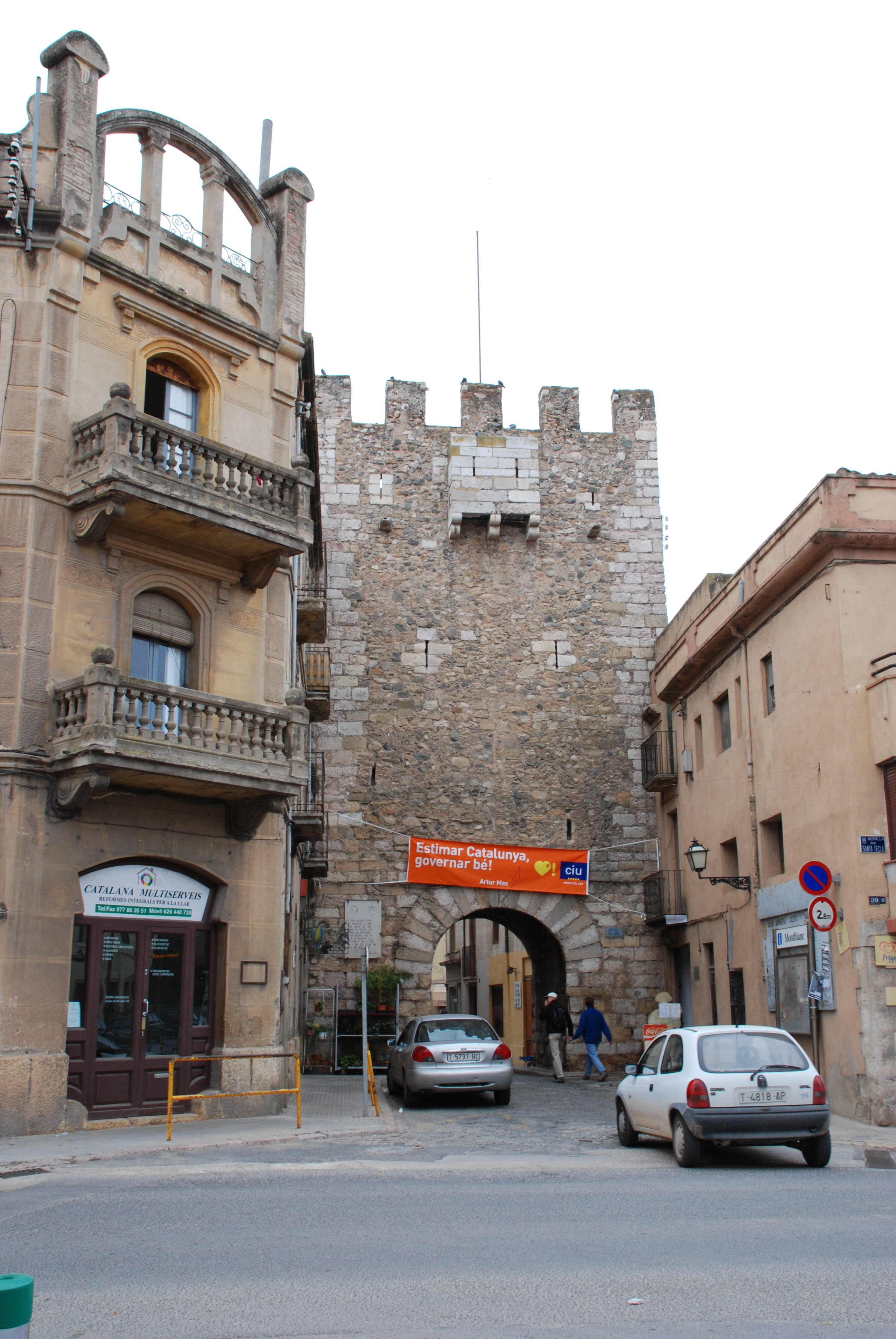
Torre-Portal de Bové

La altura media de las torres es de 16 metros sobre el nivel del suelo (sin contar la fosa circundante que había). La distancia entre torres no es igual en los diversos tramos de muralla, seguramente por razones estratégicas.
Actualmente se pueden apreciar un total de veinticinco torres de defensa. El número de torres que inicialmente había es un misterio, tradicionalmente se decía que eran treinta y cuatro. Últimamente sin embargo, diversos estudios habían determinado que no puede haber nueve torres escondidas por edificaciones posteriores o en ruinas, dejando el número total en treinta y una torres. El estudio más reciente, de Josep Maria Jávega, termina el recuento con un total de veintiocho.
Las torres son de base rectangular y sólo tenían tres caras, ya que la parte interior quedaba abierta. Actualmente hay varias que tienen las cuatro caras cerradas para aprovechar el interior como un local cerrado. Interiormente, se accede a los pisos superiores por escaleras de madera o de hierro adosadas a la pared. Se puede destacar dos torres con características propias:
- La Torre de las cinco esquinas. Tal y como indica el nombre, es la única torre que tiene base pentagonal y cinco caras, cuatro de ellas de piedra. Está situada en el extremo noreste del recinto y permitía vislumbrar buena parte de la Cuenca de Barberá.
- La Torre-Portal de Bové. Única torre que tenía las cuatro caras cerradas con piedra y que, a diferencia de las otras torres, tiene escaleras de piedra para acceder a los pisos superiores. También es la única torre que dispone de matacán de defensa.

Todas las torres están coronadas por almenas y se desconoce si antiguamente disponían de una cobertura superior al estilo de las torres de las murallas centroeuropeas. 

## Portales

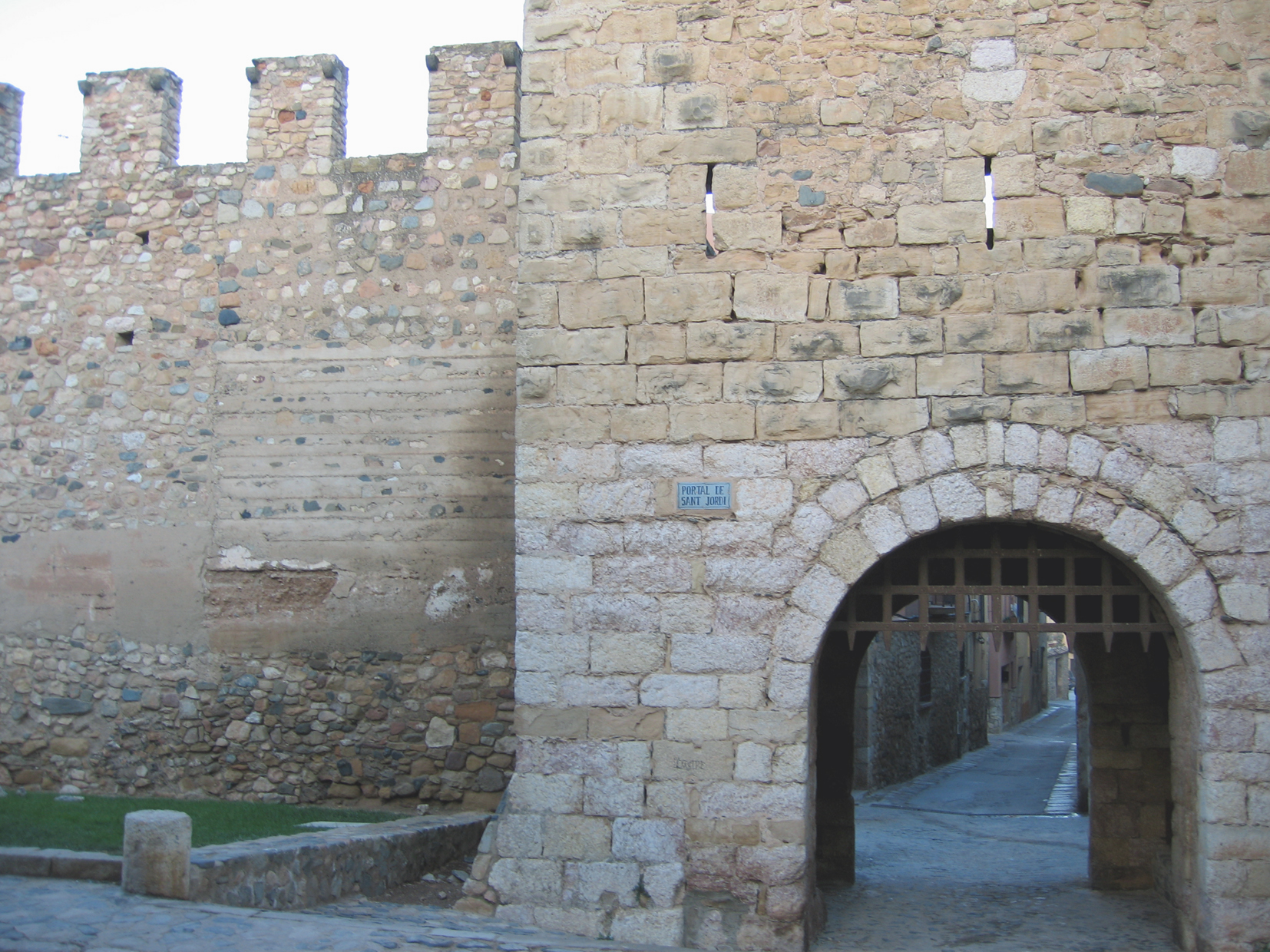
Portal de San Jorge

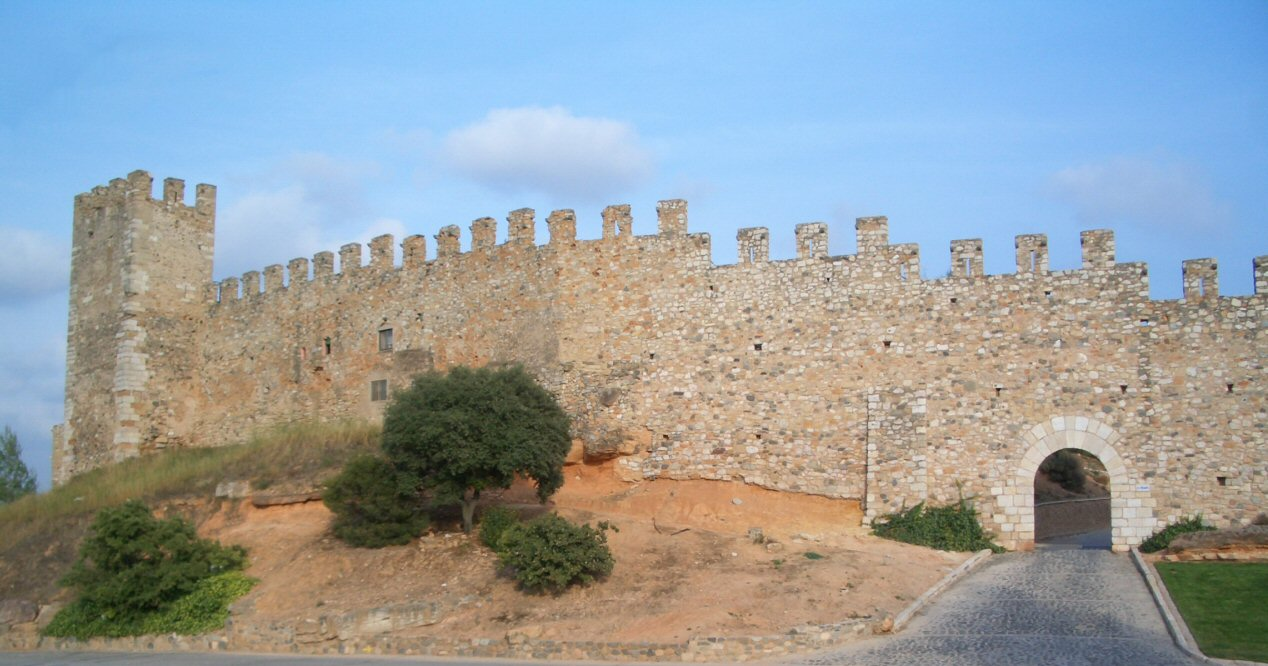
Tramo de la Muralla de Montblanch con el Portalet del «Foradot»

En un primer momento, el recinto amurallado disponía de cuatro portales, dos abiertos al lienzo de muralla (portales de San Francisco y de San Antonio) y dos abiertos a la respectiva torre (portales de Bové y de San Jorge). Posteriormente, fue abierto un quinto portal para uso particular y exclusivo del vasallo encargo de la defensa de la Villa (portal de Barcelona).
Los portales de San Jorge y de Bové se cerraban mediante puertas que se elevaban para permitir el paso, mientras que los portales de San Antonio, del Vasallo y de San Francisco tenían puertas con soportes laterales.
Así pues, los portales del recinto amurallado de Montblanch son:
- Portal de San Francisco (derribado). Situado al norte del recinto, junto a la vecina Torre de San Francisco protegía la entrada de la Villa por el Camino Real de Tarragona. El nombre le viene por la iglesia y Convento de San Francisco, situado a escasos metros.
- Portal de San Jorge. Abierto en la torre del mismo nombre, era la salida del camino que comunicaba con las Montañas de Prades. Según la tradición, delante del portal, San Jorge mató el dragón -de ahí el nombre-. En el Día de San Jorge se celebran multitud de actos de la Semana Medieval de Montblanch.
- Portal de San Antonio. Esta puerta reconstruida a mediados de los años 90, protegía la entrada de la Villa por el Camino Real de Poblet y Lérida.
- Portal de Bové. Era la puerta más defendible de todo el recinto amurallado, ya que fue abierta a la torre fortificada homónima. Protegía la entrada desde la llanura que se extiende a los pies del Cerro del Plano de Santa Bárbara -que dio nombre a la Villa-.
- Portal de Barcelona, conocido popularmente como Portal del Vasallo. Puerta privada del vasallo, lo recuerda con un gran escudo de Montblanch esculpido en la dovela central. Se llama del Vasallo por el propietario del portal durante muchos siglos y de Barcelona porque era la puerta por donde entraban los conde-reyes de la Corona de Aragón.

Otros accesos al casco antiguo de Montblanch, diferentes de dichos portales tradicionales, son:
- Portalet de San Marçal o Portalet de la Sierra. Abierto en la muralla para permitir el paso del río Regina, que transcurre por el centro de Montblanch. Este río, llamado popularmente el «Riuot», es un torrente que sólo lleva agua cuando llueve, por este motivo, el portal de la Sierra es utilizado como zona de paso para peatones y vehículos.
- Portalet del «Foradot». Situado en la zona más alta del recinto amurallado, se abrió un portal para permitir el acceso durante la rehabilitación de este tramo de muralla, que se había hundido -de ahí el nombre-.

## Historia

### Construcción

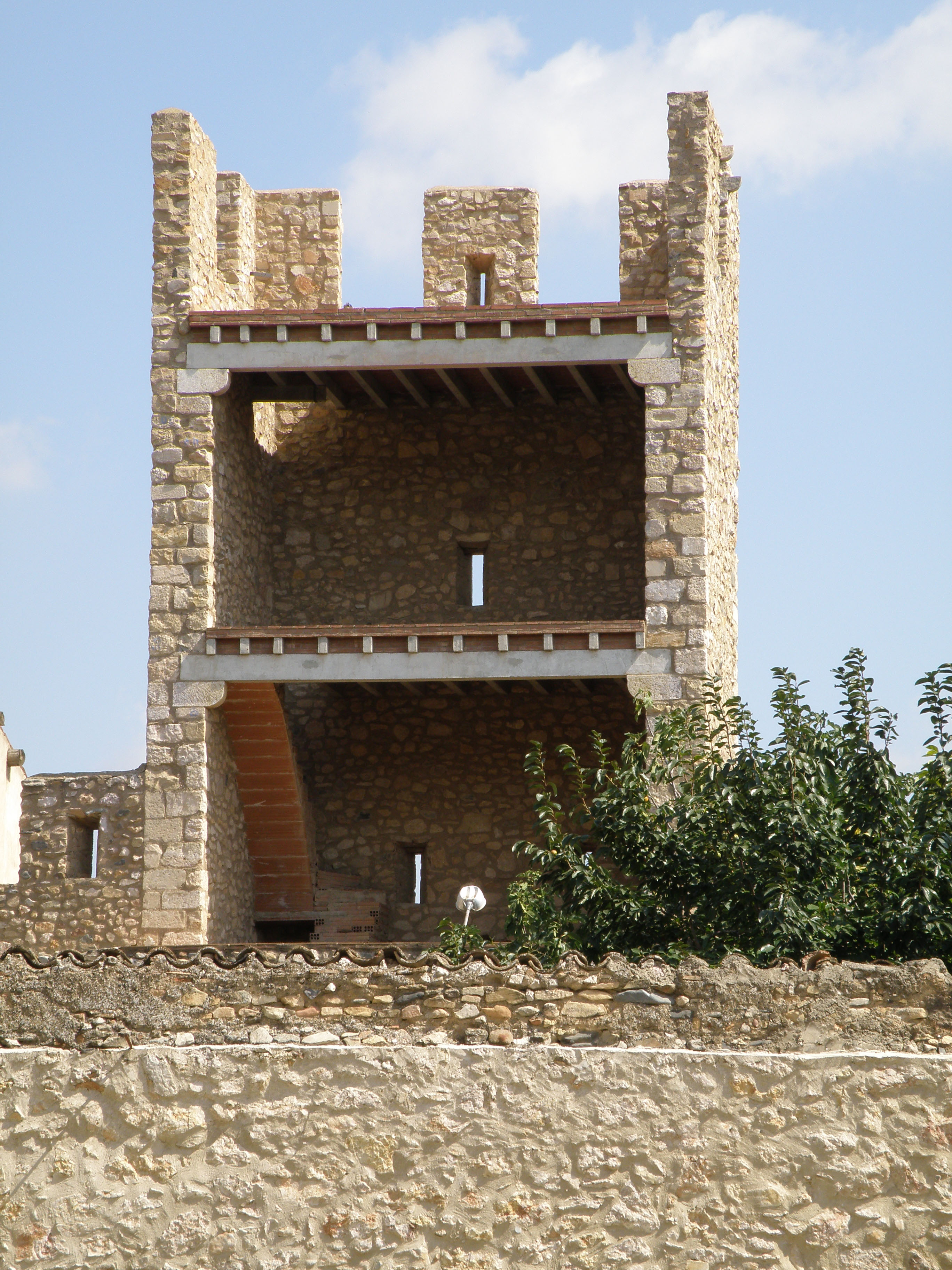
Interior de una de las torres

Poco después de la fundación de Montblanch, en 1163, se inició la construcción de un primer recinto amurallado que protegía un pequeño castillo situado en la Plana de Santa Bárbara. La expansión de la población hizo insuficiente este cercado pero no fue hasta el reinado de Pedro el Ceremonioso (1336-1387) cuando se inició la construcción del actual recinto amurallado.
El rey Pedro dio la orden de fortificar diversas ciudades de Cataluña (Lérida, Tárrega, el Monasterio de Poblet, Cervera, Barcelona, Tosa de Mar, Gerona y Montblanch). La dirección de la obra fue encargada a fray Guillem de Guimerá alrededor de 1366, según Antonio Palau y Dulcet. Un edicto del monarca fechado el 19 de febrero de 1367 obligaba a los vecinos en dicha Vegueria de Montblanch constituidos que haien acostumbrado recogerse con lur bienes dentro de la dicha Villa de Montblanc y quien no haien Castillo su fortaleza en la que puxen defender con lurs bienes a pagar cuatro sueldos cada seis meses.
Durante la construcción, en enero de 1366, acamparon cerca de la Villa las Compañías Blancas francesas de Bertrand du Guesclin que iban a intervenir en la Guerra de los Dos Pedros. Durante su estancia en Montblanch, recibieron la visita del Conde Enrique de Trastámara, futuro Enrique II de Castilla.

### Plaza fuerte
Acabadas las obras, se excavó un foso alrededor de la muralla, excepto en el Baluarte, tramo situado entre el Portal de Sant Antoni y el Portalet de la Sierra. La última actuación en las murallas fue en 1396. Quedaron fuera del recinto los conventos de La Serra, de la Merced y de San Francisco.
No habían pasado ni cien años de su construcción cuando las murallas fueron testigos de la guerra civil catalana (1462-1472) que afectó gravemente la ciudad. Entre los años 1462 y 1466 se produjeron una serie de batallas en las murallas de Montblanch entre tropas de Juan II de Aragón y del Consejo del Principado. Finalizada la guerra, en 1470 se concedió autorización para construir un castillo mejor fortificado en Montblanch así como ampliar el recinto amurallado. La obra sin embargo, no llegó a hacerse realizarse nunca.
El fin del cercado de Montblanch la firmó, el general español Juan de Pallaviccino en julio de 1651, durante la Guerra dels Segadors (1640-1652), Montblanch sufrió varios episodios cruentos que culminaron con un asedio, por parte de las tropas, que significó el expolio y saqueo de la población. El general Pallaviccino ordenó bombardear la fachada de la iglesia de Santa María la Mayor y derribar varios tramos de muralla, torres fortificadas y portales de Montblanch para quitar el calificativo de «plaza fuerte» a la Vila.

### Edad Moderna

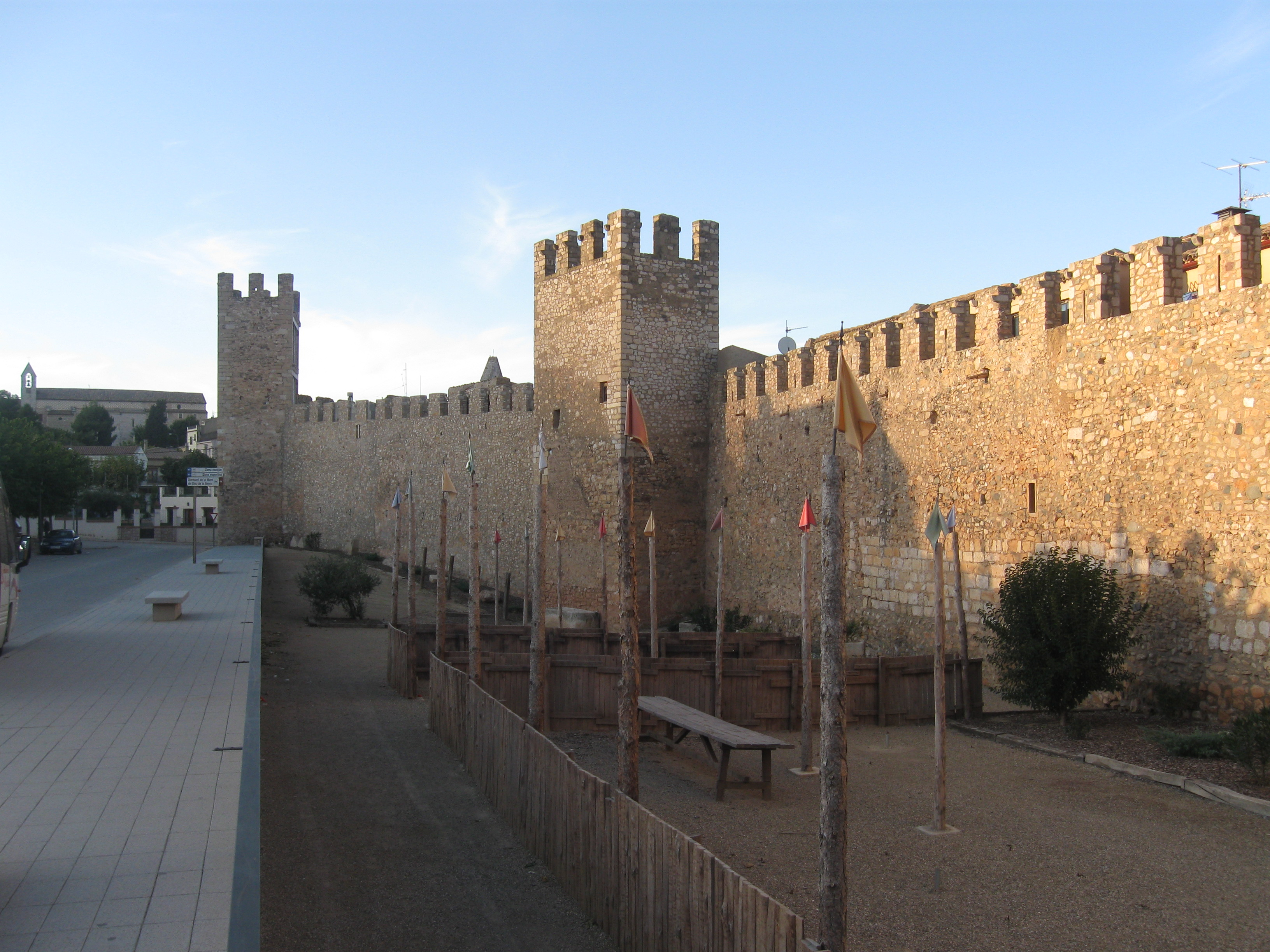
Vista parcial de la muralla

En el siglo XVIII, el nuevo régimen instalado en Cataluña decidió la demolición de varios castillos catalanes así como plazas fuertes. En el caso de Montblanch, se decidió enajenar la muralla, los fosos fueron cedidos para pastos y se vendió varios tramos de murallas para la edificación de casas particulares, empezando en 1744 por la cesión del Portal de Bové. 
Comenzó así un lento proceso de ocultamiento de las murallas que alcanzó su cenit durante el siglo XIX, cuando la práctica totalidad del recinto amurallado era invisible a los ojos de los vecinos, gente -a menudo muy pobre- que por otra parte se veía muy favorecida por la cesión de solares para edificar sus casas.
En la segunda mitad del siglo XIX, las necesidades modernas obligaron a derribar los portales de San Francisco y San Antonio, así como abrir el del Vasallo (que había sido tapiado varios siglos) para permitir el acceso de los carros de comerciantes.
En 1921 cambiaría para siempre la historia del recinto amurallado; en aquella fecha Josep Rendé y su esposa cedieron a la Mancomunidad de Cataluña la Torre-Portal de Bové. Comienza así la época contemporánea del recinto que recibió un impulso importantísimo cuando se declaró el centro histórico de Montblanch Conjunto Monumental y Artístico en 1947, desde entonces, comenzó la tarea de liberación de las murallas con la eliminación de las construcciones añadidas y la restauración de algunos tramos deteriorados.
Al comenzar el siglo XXI, más de un kilómetro de perímetro amurallado está perfectamente visible para satisfacción de ciudadanos de Montblanch y turistas.